# Nozomi Fujita
Nozomi Fujimoto (jap. 藤田 のぞみ, Fujita Nozomi; * 21. Februar 1992 in Matsue, Präfektur Shimane) ist eine japanische Fußballspielerin.

## Vereinskarriere
Fujita kam durch ihren Vater und älteren Bruder im Alter von sechs Jahren zum Fußball. Im Jahr 2010 unterschrieb sie einen Vertrag bei den Urawa Red Diamonds Ladies. Ihr erstes Spiel für die Urawa Red Diamonds Ladies bestritt sie am 4. April 2010 gegen Fukuoka J Anclas. Der erste Treffer gelang ihr am 29. August 2010 in einem Spiel gegen NTV Beleza.

## Nationalmannschaft
Fujita begann ihre internationale Karriere im Jahr 2007, als sie für die U-15-Nationalmannschaft nominiert wurde. Sowohl 2009 als auch 2011 konnte sie mit der japanischen U-19 die U-19-Asienmeisterschaft gewinnen. Sie gehört dem Kader der japanischen U-20-Nationalmannschaft, der an der U-20-Weltmeisterschaft 2012 in Japan teilnimmt, als Kapitänin an.

## Erfolge
- U-19 Asienmeisterin 2009
- Gewinn der Japan and South Korea Women’s League Championship 2010
- U-19 Asienmeisterin 2011
- U-20-Weltmeisterschaftsdritte 2012